# Adrián Palomares
Adrián Palomares Villaplana (Carcagente, Provincia de Valencia, 18 de febrero de 1976) es un ciclista español.
Como amateur ganó la Vuelta a Palencia en 1998. Debutó como profesional en el año 2000 con el equipo Boavista. Tras estar toda su trayectoria en equipos de Portugal y España a principios del 2013 fichó por el equipo neerlandés del De Rijke-Shanks.
El 12 de agosto de 2013, tras abandonar la cuarta etapa de la Vuelta a Portugal, anunció su retirada del ciclismo profesional. Palomares pone punto final a los 37 años y tras haber sido profesional durante trece temporadas.
Tras su retirada fue director deportivo del conjunto dominicano Inteja-MMR Dominican Cycling Team.

## Palmarés
2001
- Trofeo Joaquim Agostinho
- 1 etapa de la Volta a Terras de Santa María

2007
- 1 etapa del Regio-Tour
- 1 etapa de la Vuelta a Gran Bretaña

2009
- GP Correios de Portugal, más 1 etapa

2011
- Premio de la combatividad de la Vuelta a España

2012
- 1 etapa de la Vuelta Ciclista a Chile

## Resultados en Grandes Vueltas
| Carrera | Carrera         | 2000 | 2001 | 2002 | 2003 | 2004 | 2005 | 2006 | 2007 | 2008 | 2009 | 2010 | 2011  | 2012  | 2013 |
| ------- | --------------- | ---- | ---- | ---- | ---- | ---- | ---- | ---- | ---- | ---- | ---- | ---- | ----- | ----- | ---- |
|         | Giro de Italia  | —    | —    | —    | —    | —    | —    | —    | —    | —    | —    | —    | —     | —     | —    |
|         | Tour de Francia | —    | —    | —    | —    | —    | —    | —    | —    | —    | —    | —    | —     | —     | —    |
|         | Vuelta a España | —    | —    | —    | —    | —    | —    | —    | —    | —    | 45.º | —    | 114.º | 112.º | —    |

—: no participa
Ab.: abandono

## Equipos
- Boavista (2000-2004)
  - Boavista (2000)
  - Carvalhelhos-Boavista (2001-2004)
- Kaiku (2005-2006)
- Fuerteventura-Canarias (2007)
- Contentpolis-AMPO (2008-2009)
- Andalucía (2011-2012)
  - Andalucía Caja Granada (2011)
  - Andalucía (2012)
- Cyclingteam De Rijke-Shanks (2013)[4]